# VV Rhoon
VV Rhoon is een Nederlandse amateurvoetbalclub uit Rhoon in Zuid-Holland, opgericht 31 mei 1946 door H. Fekkes, J. Veldmeijer, J. Vrijhof. Het eerste elftal van de club speelt in de Derde klasse D zaterdag (2021/22).
De club speelt op Sportpark De Omloop in Rhoon.

## Geschiedenis
In de jaren na de Tweede Wereldoorlog moest het culturele- en sportleven weer nieuw leven worden ingeblazen. De toenmalige burgemeester van Es richtte daarom een vereniging op genaamd "De Stichting Rhoon en Pendrecht" die tot taak kreeg het sportieve en culturele leven van Rhoon te stimuleren en activeren.
Op 31 mei 1946 waren op de oprichtingsvergadering ongeveer 60 personen aanwezig. De vereniging werd opgericht onder de naam V.V.R. en zou een algemene vereniging zijn waarbij geloofsovertuiging geen rol zou spelen. Als eerste bestuur werd door de aanwezigen benoemd de heren Fekkes (voorzitter), van der Plaat (secretaris), Nootenboom (penningmeester) en Vogelaar (materiaal-beheerder).
Burgemeester van Es deelde op 13 juni 1946 aan het bestuur mede dat hij bij het Ministerie een aanvraag had ingediend voor 25 paar schoenen, shirts, broekjes en 3 ballen. De ouders werd later verzocht voor de jeugd rode armbanden te vervaardigen omdat voor deze categorie geen shirts beschikbaar waren en zij toch te onderscheiden moesten zijn.
Nog geen maand na de oprichting verloor V.V.R. een aantal leden aan WCR omdat de toenmalige pastoor vond dat er ook een voetbalclub van Rooms Katholieke huize moest komen. Aldus geschiedde en een aantal leden maakte de overstap naar WCR.
Op 26 juli 1946 werd het door de Stichting "Rhoon en Pendrecht" beschikbare veld aan de Molendijk door burgemeester van Es officieel geopend. Een voor die tijd feestelijke gebeurtenis met een optocht vanaf het Gemeentehuis en de muziek voorop.

## Het veld
Daar het terrein altijd was gebruikt als weiland liep er een greppel (gelukkig maar één) dwars doorheen. De lijnen werden uitgezet met gebluste kalk en er stonden houten doelen met grote haken. Hieraan hingen doelnetten van geteerd touw. Omdat de gebluste kalk te duur was werd hiervoor later gebruik gemaakt van zeepafval uit een wasserij. Maar ook bij andere verenigingen uit die tijd was het niet anders.

## Het materiaal
Het materiaal waarmee werd gespeeld in die dagen was ook een apart verhaal.
Ten eerste de ballen. Deze waren van leer met een gummi binnenbal. Deze binnenbal werd opgeblazen, het tuitje dichtgeknoopt en het leren buitendeel werd vervolgens met een veter dicht geregen. Menigeen heeft aan die veter (was altijd een bult) hoofdpijn overgehouden.
Omdat het veld omgeven was door sloten liep je de kans dat deze ballen door het opzuigen van water ook nog eens loodzwaar werden. Gelukkig wist de materiaalbeheerder, de legendarische heer P.A. (Pa) Vogelaar daar wel raad op. Hij zette de ballen gewoon dik in het vet waardoor het water weliswaar werd afgestoten, maar de spelers vaak met een vet hoofd rondliepen.
Dan de voetbalschoenen. Deze waren nog met stalen neuzen. Omdat er in die tijd nog geen scheenbeschermers bestonden, liepen veel spelers uit die tijd met deuken en schrammen op hun scheenbeen rond. De achterkant van de schoen was tevens zo hoog dat de enkels volledig beschermd werden. Enkelblessures kwamen toen veel minder voor dan nu. Het was trouwens geen overbodige luxe, gezien de "knollenvelden" waar in die tijd op gespeeld moest worden.

## Namen uit de begintijd
Zonder anderen tekort te willen doen, want dat is het gevaar als je een enkeling noemt, toch een aantal bekende namen uit die tijd. We noemden al onze terreinknechten Chris van Deursen en Teun Ketting en de eerste kantinebeheerders. De meest bekende bestuurders waren behalve de oprichter de heer Fekkes, Pa Vogelaar, Jaap Schop en Jan Louter. Maar als je over VVR uit die jaren spreekt is er één persoon die een ieder tot verbeelding moet spreken en dat is Maarten van der Ent.
Een markant figuur, getooid met een pet voorzien van de letters VVR, een trommel met een rol kaartjes en een lederen geldbuidel. Anekdotes en verhalen over Maarten zijn er legio, maar twee willen we vermelden. Als de vereniging entreegeld wilde heffen moest daar vermakelijkheidsbelasting over worden afgedragen van fl. 20,00 per wedstrijd. Dat was voor de club niet rendabel, dus werd er het volgende op gevonden: Maarten ging kaartjes verkopen langs de lijn en dit werd dan beschouwd als een vrijwillige bijdrage en niet als verplichting en viel derhalve buiten de vermakelijkheidsbelasting.
Ook typisch Maarten was het volgende: Toen hij wat ouder werd moest hij altijd van huis opgehaald worden. Daar stond een vaste tijd voor en was het per ongeluk 5 minuten over tijd dan hing zijn vrouw al aan de lijn of men Maarten toch niet vergeten was. Vergeten zouden en zullen we hem echter nooit.

## Het gebouw
Vanaf 1946 huisde vv Rhoon in een barak aan de Molendijk, eind zestiger jaren uitgebreid met een houten kantine en een klein houten gebouwtje met 2 kleedkamers, een "hok" voor de scheidsrechter en een toilet.
In 1972 verhuisde de vereniging voor een overgangsperiode van twee jaar naar het veld aan de Zwaluwenlaan. De jeugd bleef overigens die twee jaar gebruik maken van het veld aan de Molendijk.
In 1974 werden het clubgebouw en de velden aan de Omloopseweg betrokken. De bouw werd door aannemer Jan Louter verzorgd met een groot aantal vrijwilligers. In 1980 werd het clubhuis uitgebreid, de keuken vergroot en een bestuurskamer gebouwd en twee jaar later werden er een viertal kleedkamers, nr. 5 t/m 8, bijgebouwd.
Door de groei van de vereniging kwamen er in 1999 weer 4 kleedkamers bij, nr. 9 t/m 12 en in 2003 werd de voorpui vervangen en de toiletten in de kantine verbouwd.
In 2005 ten slotte, kwam de Essendael tribune gereed en een aantal jaar later weer verder uitgebreid met een kunstgrasveld en uitbreiding van de kleedkamers, bestuurskamers, toiletgroepen, keuken- en kantineaccommodatie.
Anno 2025 word er nagedacht over de toekomst van het sportcomplex en beide bewoners daarvan, vv Rhoon en WCR. Hierbij word een mogelijke fusie niet uitgesloten. Eerder werden VV Oude Maas en PSV Poortugaal al samengevoegd tot SV Poortugaal binnen dezelfde gemeente.

## Clublied
De Strijd Is Gestreden
De Strijd Op Het Groene Veld
De Punten Zijn Binnen
En De Ranglijst Is Opgesteld
We Staan Aan De Top
En Daar Is Niets Meer Aan Te Doen
Wij Willen, Steeds Hoger
En VV RHOON Wordt Kampioen
Tralalala Tralalala Tralalala

(bron: Gerrit de Reus)

## Competitieresultaten 1987–heden
| 10 4D |

| 4 4D |

| 9 4D |

| 8 4D |

| 11 4C |

|  |

|  |

|  |

|  |

| 12 4B |

| 3 4D |

| 7 4C |

| 10 4C |

| 6 4C |

| 4 4C |

| 7 4D |

| 1 4D |

| 7 3D |

| 10 3D |

| 7 3D |

| 5 3D |

| 4 3D |

| 5 3D |

| 6 3C |

| 3 3D |

| 12 2D |

| 3 3D |

| 2 3D |

| 4 3C |

| 2 3D |

| 1 3D |

| 14 2D |

| 8 3D |

| 8* 3D |

| 4* 3C |

| 11 3D |

| 9 3C |

| 2 3D |

| 13 2D |

| 3? |

| Tweede divisie | Derde divisie | Vierde divisie | Eerste klasse |
| Tweede klasse  | Derde klasse  | Vierde klasse  | Vijfde klasse |

2011: in de halve competitie om het klassekampioenschap in 3D speelde VV Rhoon op 21 mei thuis tegen VV Hellevoetsluis (2-0) en op 24 mei uit tegen OSV Oud-Beijerland (2-0). VV Rhoon behaalde het kampioenschap.
2020 & 2021: Dit seizoen werd stopgezet vanwege de uitbraak van het coronavirus. Er werd voor dit seizoen geen officiële eindstand vastgesteld.
In elke staaf van de grafiek staat van boven naar beneden vermeld: 
- Eindnotering

Dit is de positie die de club heeft bereikt in de competitie, zonder eventuele beslissings-, play-off- of nacompetitiewedstrijden die nodig zijn geweest om bijvoorbeeld de kampioen van de competitie te bepalen.
Indien een * achter het getal staat is de notering een tussenstand en kan het zijn dat de notering niet overeenkomt met de uiteindelijke eindstand van de competitie.
Staat er een - dan is het seizoen nog bezig en is er geen definitieve uitslag bekend.
Staat er xx op de positie van de notering, dan heeft de club vroegtijdig de competitie verlaten. Dit kan onder andere komen door terugtrekking van het team, faillissement van de club of door een uitgedeelde straf van de KNVB. In veel gevallen staat elders in het artikel de reden vermeld.
Staat er een ? dan is het resultaat uit het verleden onbekend, en is alleen de competitie of het niveau bekend van dat seizoen.
In de seizoenen 2019/20 en 2020/21 werd wegens de coronacrisis het amateurvoetbal afgebroken. Daardoor kennen deze staven geen eindklassering (middels -- weergegeven).
- Competitieniveau en afdelingsletter of Officiële eindstand Eredivisie
  - Competitieniveau en afdelingsletter

Hierbij geeft het getal het niveau weer, dat ook terug te vinden is in de legenda. De letter is de afdelingsaanduiding en wordt gebruikt wanneer er meer afdelingen zijn op hetzelfde niveau. De afdelingsletter is altijd een hoofdletter en wordt meestal zonder nummer gebruikt.
Voorbeeld: 2F is niveau 2e klasse competitie F.
Het competitieniveau en nummer wordt niet vermeld wanneer er slechts één competitie van dit niveau was.
  - Officiële eindstand Eredivisie (getal staat tussen haakjes vermeld)

Sinds de introductie van play-offwedstrijden voor Europees voetbal na afloop van de reguliere competitie in 2005/06, is de KNVB verplicht een eindstand van de Eredivisie door te geven aan de UEFA aan de hand van deze play-offwedstrijden.
Bij deze eindstand staan clubs die zich hebben gekwalificeerd voor Europees voetbal hoger dan clubs die zich niet wisten te kwalificeren. Indien er geen verschil was tussen de eindnotering en de officiële eindstand, staat dit getal niet vermeld.

- Onderafdeling

Hier staat afgekort de naam van de onderafdeling indien de club in dat jaar in een onderafdeling uitkwam. Tevens staat deze afkorting in de legenda en wordt gelinkt naar het artikel over deze onderafdeling. Deze afkorting wordt alleen vermeld wanneer de club in het verleden in verschillende onderafdelingen heeft gespeeld. Deze vermelding is in de staaf altijd in kleine letters. Deze onderafdelingen zijn na het seizoen 1995/96 afgeschaft. Heeft de club in slechts één onderafdeling gespeeld, dan is dit alleen terug te vinden in de legenda.
Onder de staaf staat het jaartal vermeld waarin het seizoen is afgesloten. 15 verwijst naar het seizoen 2014/15 of eventueel het seizoen 1914/15.
Wanneer een staaf leeg is, zijn deze gegevens niet bekend. Het kan ook zijn dat de club dat seizoen niet heeft meegespeeld op het hogere amateurniveau, vroegtijdig de competitie heeft verlaten of uit de competitie is gezet.

In het seizoen 1944/45 was er wegens de Tweede Wereldoorlog geen regulier competitievoetbal.